# Violett Beane

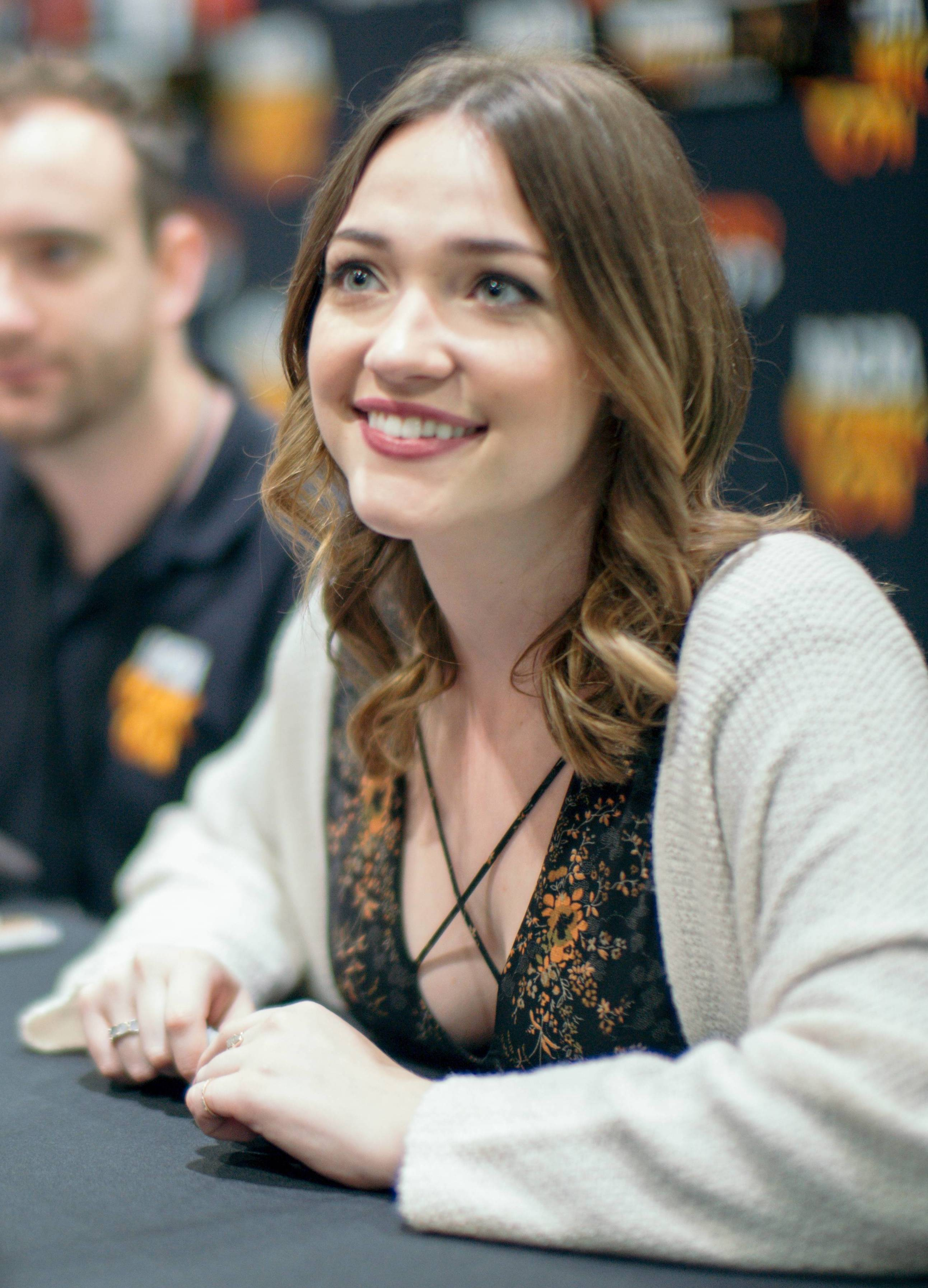
Violett Beane (2016)

Violett Beane (* 18. Mai 1996 in Saint Petersburg, Florida) ist eine US-amerikanische Schauspielerin. Bekannt wurde sie durch die Rolle als Jesse Wells/Jesse Quick in der Fernsehserie The Flash, die sie von 2015 bis 2018 verkörperte.

## Filmografie (Auswahl)
- 2015: The Leftovers (Fernsehserie, 5 Folgen)
- 2015–2018: The Flash (Fernsehserie, 21 Folgen)
- 2016: Slash
- 2016: Chicago P.D. (Fernsehserie, Folge 4x06)
- 2016: Tower
- 2018: Atlanta Medical (The Resident, Fernsehserie, 8 Folgen)
- 2018: Legends of Tomorrow (Fernsehserie, Folge 3x15)
- 2018: Wahrheit oder Pflicht (Truth or Dare)
- 2018–2020: God Friended Me (Fernsehserie, 42 Folgen)
- 2019: Flay
- 2024: Death and Other Details (Fernsehserie, 10 Folgen)
- 2025: Drop – Tödliches Date (Drop)
- 2025: Countdown (Fernsehserie, 6 Folgen)